# フェデックス
フェデックス・コーポレーション（英：FedEx Corporation）は、アメリカ合衆国テネシー州メンフィス市に本社を置く、フェデックスグループの持株会社である。傘下のフェデックス・エクスプレス（FedEx Express）は航空貨物輸送事業を行い、その取扱量は常に世界トップ５に入り続けている。

## 歴史
同社は1971年にアメリカ合衆国アーカンソー州リトルロックでフレデリック・W・スミスによって設立されたフェデラル・エクスプレス・コーポレーション（Federal Express Corporation）を前身とする。
1997年10月2日、フェデラル・エクスプレスを子会社とする持株会社「FDX コーポレーション」を設立した。
1998年1月、キャリバー・システム社（Caliber System, Inc.）を買収し、この子会社である小包宅配便業務を行うRPS（Roadway Package System）、速達配達業務を行うロバーツ・エクスプレス（Roberts Express）や、物流サービスを提供するキャリバー・ロジスティクス（Caliber Logistics）などを傘下に置いた。この買収により同社は速達配送以外のサービスを提供するようになった。
2001年1月、「FDX コーポレーション」は社名を「フェデックス・コーポレーション」に変更し、子会社名も変更した。航空貨物事業を行っていた「フェデラル・エクスプレス」を「フェデックス・エクスプレス」に、「RPS」は「フェデックス・グランド」に変更するなどサービスを「フェデックス」に統一した。
2004年2月、書類のコピーおよびプリント・サービスを提供する1,200店舗を持つアメリカのチェーン店「キンコーズ」（Kinko's）を買収し子会社化。
2016年5月、オランダの国際物流大手「TNTエクスプレス」を買収し子会社化。
2022年6月1日、創業者のフレデリック・W・スミスが CEO を退任し、取締役会長に就任。後継として前社長兼 COO のラジ・スブラアニアムが就任。
2024年6月1日、子会社の「フェデックス・エクスプレス」「フェデックス・グランド」「フェデックス・サービス」の3社を「フェデラル・エクスプレス・コーポレーション」に統合。

## 子会社とロゴ
| 子会社名                             | 色       |
| ------------------------------------ | -------- |
| フェデックス・エクスプレス           | オレンジ |
| フェデックス・カスタム・クリティカル | 青と赤   |
| フェデックス・グランド               | 緑       |
| フェデックス・フリート               | 赤       |
| フェデックス・ロジスティクス         | 灰色     |
| フェデックス・サービス               | 灰色     |
| フェデックス・オフィス               | 青       |

フェデックス・エクスプレスのロゴタイプ

フェデックスのロゴは1994年に、当時ランドーアソシエイツに勤めていたリンドン・リーダー（Lindon Leader）がデザインした。
Eとxの間の空白には右向きの矢印（→）を隠し絵的に見出すことができる。矢印を配置するため、UniversとFuturaの特徴を併せ持った独自の書体をデザインした。
2000年代初頭、ロゴの「Ex」は各子会社によって異なる色が用いられており、会社全体を表す時は灰色が用いられていた。しかし2016年8月にすべてのロゴの色をオレンジ色に統一すると発表し、子会社ごとの色違いロゴは廃止された。
- フェデックス・エクスプレス（FedEx Express） - フェデックス・ブランドの下で貨物航空機（カーゴ機）の運行を担当する、航空貨物輸送会社。

- フェデックス・グランド（FedEx Ground）- アメリカとカナダで日時指定の郵便や小包を配送する輸送会社。
- フェデックス・フリート（FedEx Freight） - アメリカとカナダでLTL（小口貨物輸送（英語版））を行う輸送会社。
- フェデックス・オフィス（FedEx Office） - 旧フェデックス・キンコーズ、日本の「フェデックス キンコーズ（FedEx Kinko's）」は2012年にコニカミノルタビジネステクノロジーズに売却され、キンコーズ・ジャパン株式会社に商号変更。

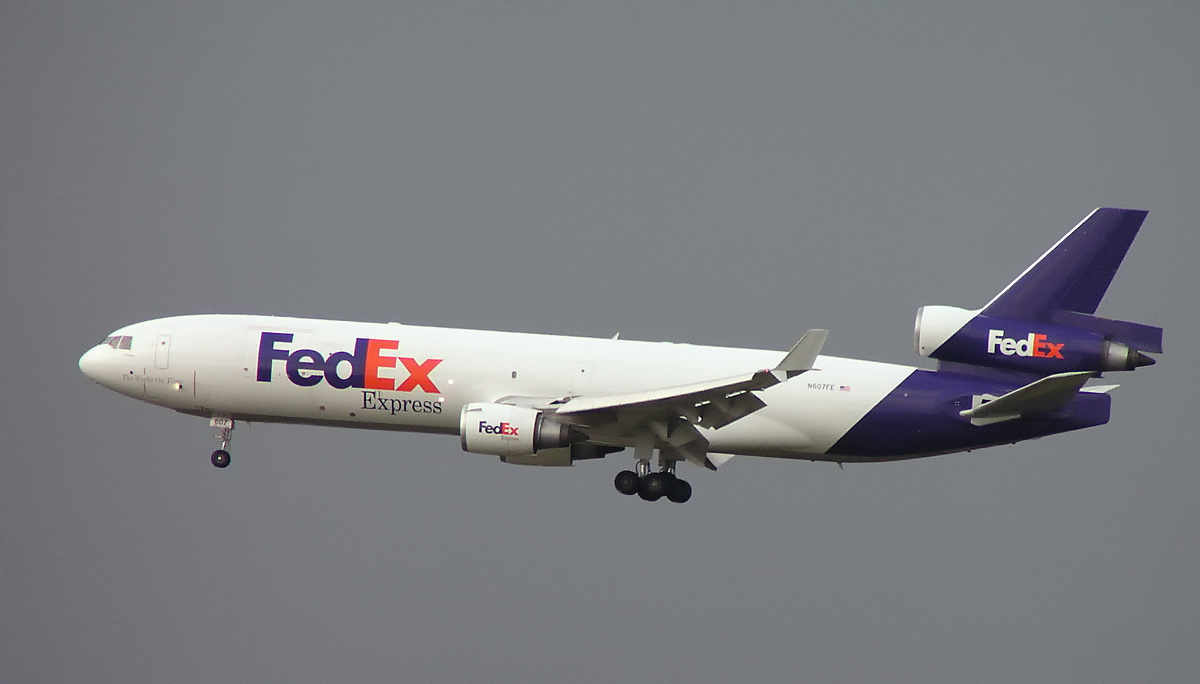
マクドネル・ダグラス MD-11F
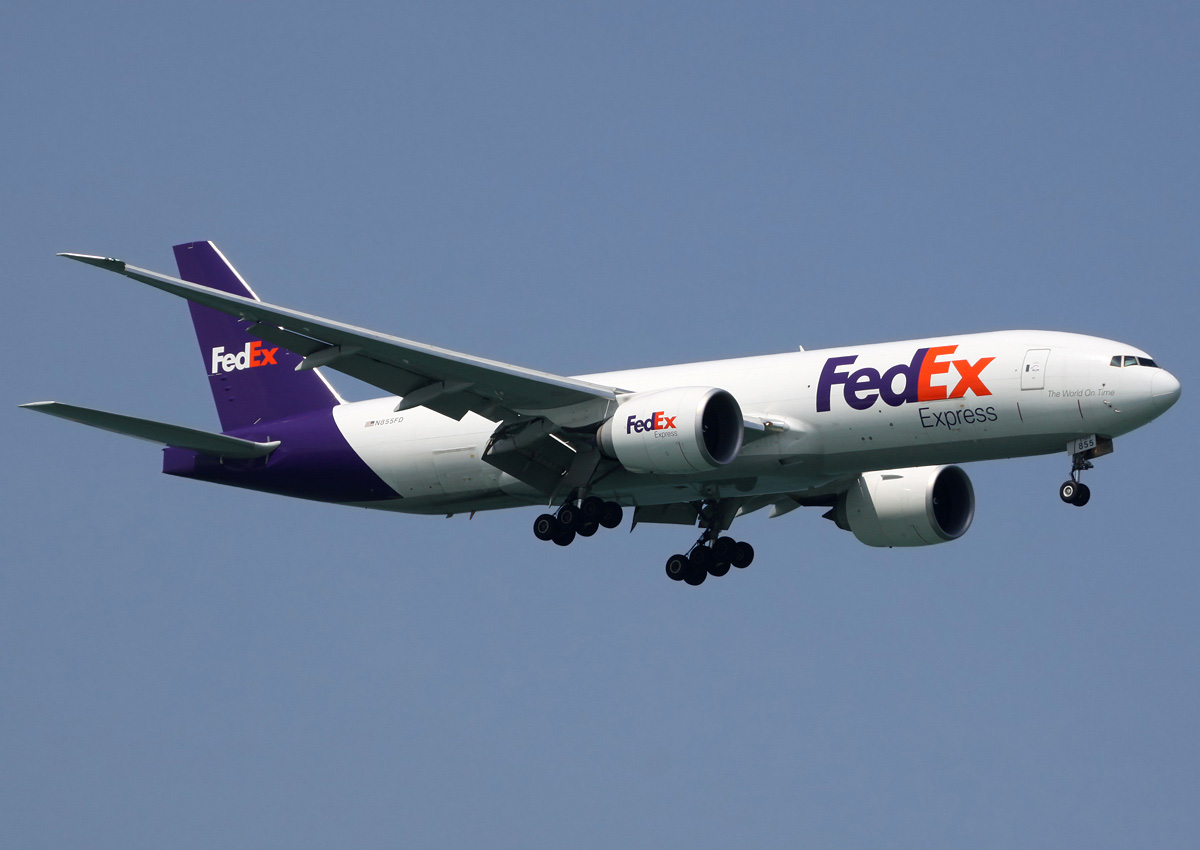
ボーイング777F
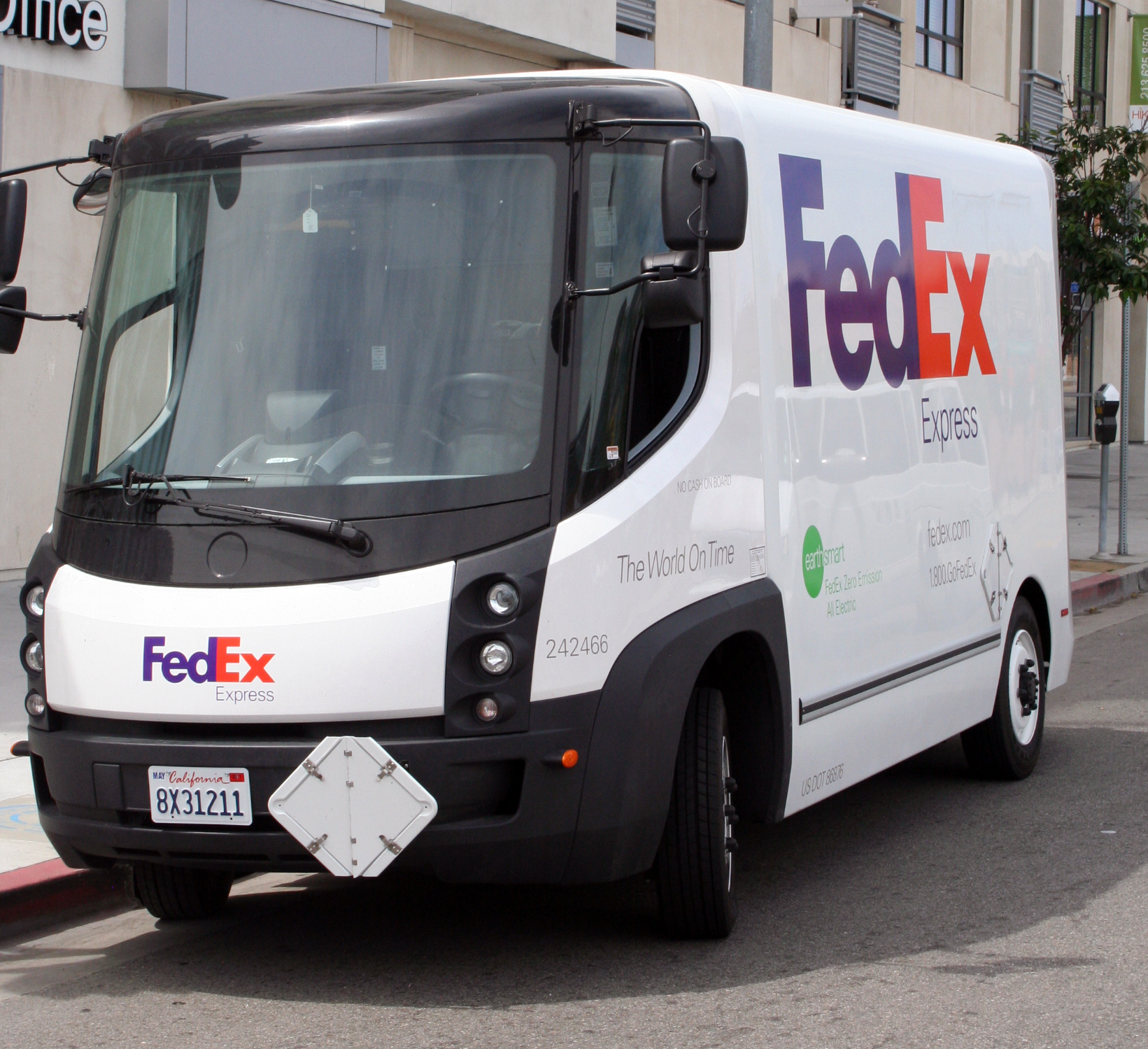
フェデックスの電気トラック

## 命名権と冠イベント
アメリカ合衆国のメリーランド州ランドーバー郊外にあるNFLワシントン・レッドスキンズの本拠地スタジアム「ジャック・ケント・クック・スタジアム」の命名権を、フェデックスが1999年11月に取得してスタジアム名が「フェデックスフィールド」となった。しかし同社は2024年に命名権を破棄し、現在はノースウェスト・スタジアムとなっている。
また、同国テネシー州メンフィス市中心部に2004年オープンしたフェデックスフォーラムは、NBAメンフィス・グリズリーズとメンフィス大学男子バスケットボールチームの本拠地となっている。
フェデックス・セントジュード・クラシックは、メンフィス市で毎年6〜7月に開催されていた世界ゴルフ選手権のひとつである。1986年からフェデックスがスポンサーを務めているが、2007年からはスタンフォード・フィナンシャル・グループが新スポンサーとなり、フェデックスはスポンサーを降りる予定になっていた。その代わりに年間チャンピオンシップシリーズのフェデックスカップのスポンサーになった。2011年にはセントジュード・クラシックのスポンサーに復帰している。2019年からブリヂストン招待選手権の代わりに世界ゴルフ選手権の1戦として開催、大会名もフェデックス・セントジュード・インビテーショナルに変更される。更に2022年よりフェデックスプレーオフ第一戦としてザ・ノーザントラストに代わってフェデックス・セントジュード選手権として開催。
サッカーではUEFAチャンピオンズリーグの公式スポンサーとして2021/2022シーズンから務めている。（2018/2019〜2020/2021シーズンまではUEFAヨーロッパリーグの公式スポンサーを務めていた。※2015/16〜2017/18までのメインスポンサーを含む）

## スポーツチーム
メンフィスに本拠地を置くUFLのメンフィス・ショーボーツとスポンサー契約を結んでいる。
日本法人は、長野県塩尻市の塩尻営業所に社会人野球チームの本拠地登録をしており、都市対抗野球出場を目指して北信越代表として挑戦している（FedEx硬式野球部）。

## フェデラルエクスプレス ジャパン
フェデラルエクスプレス ジャパン合同会社（英: Federal Express Japan GK）は、千葉県千葉市美浜区中瀬のワールドビジネスガーデン マリブウエストに本社を置く、フェデックスの日本法人である。
日本国内における貨物の配達は、フェデックスの営業所が直轄している地域は直接配達するほか、2015年12月以降は30kg以下の貨物に限り日本郵便が行う。2015年12月以前は営業所直轄地域を除き主にセイノースーパーエクスプレス（沖縄県のみ日本通運）が行っていた。
2003年 - 2004年には、水素・燃料電池自動車実証プロジェクト（JHFC）の一環としてゼネラルモーターズから燃料電池自動車"Hydrogen 3"（オペル・ザフィーラがベース）を借り受け、東京都江東区の有明営業所で配送車として使用していた。

### 沿革
- 1984年8月2日 - 日本法人が設立[13]。
- 2014年4月1日 - 関西国際空港内に北太平洋地区ハブ（延床面積 3万9,500 m²、貨物仕分能力1時間当たり約9,000個）を開設[14][15]。
- 2016年12月1日 - フェデラルエクスプレスジャパン株式会社からフェデラルエクスプレスジャパン合同会社に組織変更[16]。
- 2020年10月1日 - ティエヌティエクスプレス合同会社より資産・負債を含む業務を譲受した（当面の間は「TNTエクスプレス」の名称を継続使用する方針）[17]。